# Temporada 2022 del Súper Campeonato de España de Rally
La temporada 2022 fue la 4.ª edición del Súper Campeonato de España de Rally. Comenzó el 4 de marzo con el Rally Tierras Altas de Lorca y finalizó el 18 de diciembre con el Rallyshow de Madrid. Se redujo el calendario a 8 pruebas (9 contando el no puntuable Rallyshow de Madrid).
Pepe López sumó su tercer título de pilotos, esta vez a los mandos de un Hyundai i20 N Rally2 con el que logró tres victorias: Sierra Morena, Pozoblanco y La Nucía. Efrén Llarena también con tres victorias, Lorca, Ourense y Adeje fue segundo y Alejandro Cachón tercero en la clasificación final que conseguía además subirse por primera vez a lo más alto del podio en las dos citas asturianas. Cachón se coronó también vencedor en el trofeo Júnior mientras que Hyundai logró su segundo título de marcas. La Escudería La Coruña obtuvo el trofeo de concursantes colectivos.

## Calendario

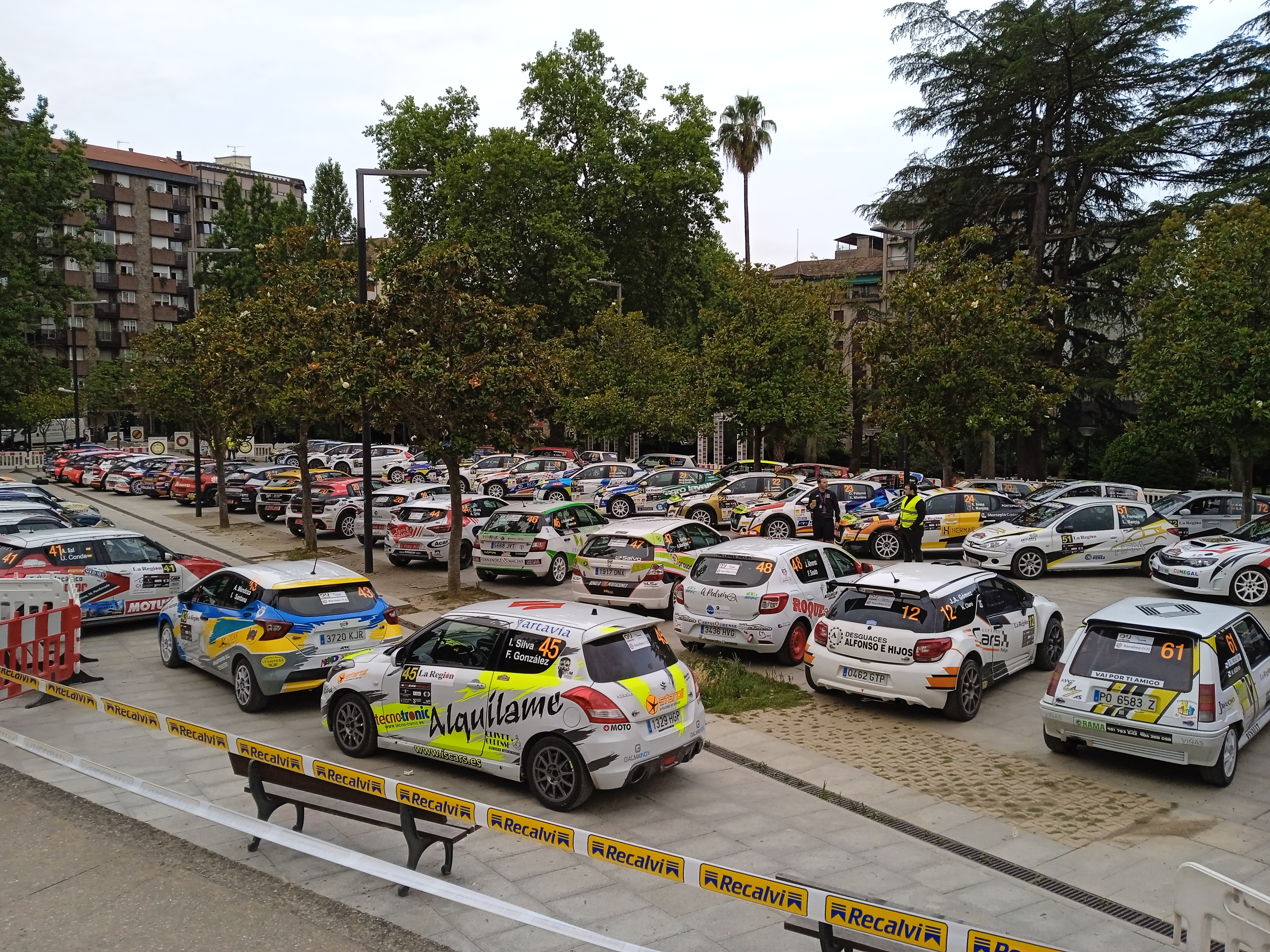
Parque cerrado del Rally de Ourense, cuarta cita del calendario.

El 28 de abril y con los participantes presentes, se anunció la cancelación del Rally Islas de Los Volcanes al no contar con la autorización del Cabildo de Lanzarote. Aunque el año anterior algunos medios hablaron de que el Rally de Ourense se celebraría sobre tierra para poder entrar en el calendario, esto finalmente no sucedió y se disputó sobre asfalto.
| N.º | Fecha               | Prueba                                  | Superficie | Series         |
| --- | ------------------- | --------------------------------------- | ---------- | -------------- |
| 1   | 4-5 de marzo        | 11.º Rallye Tierras Altas de Lorca      | Tierra     | Copa de Tierra |
| 2   | 1-2 de abril        | 39.º Rally Sierra Morena                | Asfalto    |                |
| -   | Cancelado           | 24.º Rally Islas de Los Volcanes        | Tierra     |                |
| 3   | 27-28 de mayo       | 9.º Rally Ciudad de Pozoblanco          | Tierra     | Copa de Tierra |
| 4   | 17-18 de junio      | 55.º Rally de Ourense                   | Asfalto    |                |
| 5   | 10-11 de septiembre | 59.º Rally Princesa de Asturias         | Asfalto    |                |
| 6   | 24-25 de septiembre | 45.º Rally Villa de Llanes              | Asfalto    |                |
| 7   | 5-6 de noviembre    | 28.º Rally La Nucía-Mediterráneo        | Asfalto    |                |
| 8   | 26-27 de noviembre  | 31.º Rally Villa de Adeje               | Asfalto    |                |
| 9   | 17-18 de diciembre  | 13.° Rallyshow Comunidad de Madrid RACE | Mixto      |                |

### Copas y trofeos
- Sierra Morena, Princesa y La Nucía eran puntuables para la Iberian Rally Trophy.[5]
- Sierra Morena, Princesa de Asturias y La Nucía puntúan para la Copa Dacia Sandero[6] y la Clio Trophy Spain.[7]
- Lorca, Sierra Morena, Pozoblanco, Ourense, Llanes, La Nucía y Madrid eran puntuables para  la Beca Júnior R2 RFEdA.[8]
- El Princesa de Asturias y el Rallyshow de Madrid formaban parte de la Toyota Gazoo Racing Iberian Cup.
- En la Copa de rallyes de Tierra, los organizadores del rally Xacobeo, Ciudad de Granada y Madrid organizaron la primera edición de la Copa Triangular N5, una mini copa dotada con 3.000 € y dirigida a los participantes con vehículos de la categoría N5. Se premiará al equipo mejor clasificado entre las tres pruebas.[9]

## Puntuación
Puntúan los 20 primeros de la general del Rally. Se otorgan 3 puntos extra al ganador del Tramo Cronometrado Plus, 2 al segundo y 1 al tercero.
| Posición | 1  | 2  | 3  | 4  | 5  | 6  | 7  | 8  | 9  | 10 | 11 | 12 | 13 | 14 | 15 | 16 | 17 | 18 | 19 | 20 |
| -------- | -- | -- | -- | -- | -- | -- | -- | -- | -- | -- | -- | -- | -- | -- | -- | -- | -- | -- | -- | -- |
| Puntos   | 35 | 30 | 27 | 25 | 23 | 21 | 19 | 17 | 15 | 13 | 11 | 9  | 8  | 7  | 6  | 5  | 4  | 3  | 2  | 1  |
| TC Plus  | 3  | 2  | 1  |    |    |    |    |    |    |    |    |    |    |    |    |    |    |    |    |    |

## Equipos
| Equipo               | Automóvil              | Piloto                     | Copiloto                  | Rondas            |
| Equipos oficiales    | Equipos oficiales      | Equipos oficiales          | Equipos oficiales         | Equipos oficiales |
| -------------------- | ---------------------- | -------------------------- | ------------------------- | ----------------- |
| Citroën Rally Team   | Citroën C3 Rally2      | Alejandro Cachón           | Ángel Luis Vela           | 1-4               |
| Citroën Rally Team   | Citroën C3 Rally2      | Alejandro Cachón           | Alejandro «Jandrín» López | 5-8               |
| Hyundai Motor España | Hyundai i20 N Rally2   | Pepe López                 | Borja Rozada              | 1-8               |
| Hyundai Motor España | Hyundai i20 N Rally2   | Iván Ares                  | David Vázquez Liste       | 1-8               |
| Hyundai Motor España | Hyundai i20 N Rally2   | Surhayen Pernía            | Alba Sánchez González     | 1-8               |
| Hyundai Motor España | Hyundai i20 N Rally2   | Francisco A. López Pacheco | Borja Odriozola           | 4, 6-8            |
| Hyundai Motor España | Hyundai i20 R5         | Francisco A. López Pacheco | Borja Odriozola           | 1                 |
| Renault Group España | Renault Clio Rally4    | Jorge Cagiao Sueiras       | María Blanco Amelia       | 2, 5-6            |
| Renault Group España | Renault Clio Rally4    | Jorge Cagiao Sueiras       | Javier Martínez Martínez  | 4                 |
| Equipos privados     |                        |                            |                           |                   |
| Recalvi Team         | Škoda Fabia Rally2 evo | José Antonio Suárez        | Alberto Iglesias Pin      | 1-7               |
| Team MRF Tyres       | Škoda Fabia Rally2 evo | Efrén Llarena              | Sara Fernández            | 1-8               |
| Rally Team Spain     | Peugeot 208 Rally4     | Óscar Palomo               | Xavi Moreno               | 1,4               |
| Rally Team Spain     | Peugeot 208 Rally4     | Óscar Palomo               | Ángel Luis Vela           | 6                 |
| Escudería La Coruña  | Peugeot 208 Rally4     | Roberto Blach              | Mauro Barreiro            | 1-4, 6-7          |
| Escudería La Coruña  | Peugeot 208 Rally4     | Roberto Blach              | Axel Coronado             | 5                 |

## Clasificaciones

### Campeonato de pilotos
- No se incluyen los resultados del Rallyshow de Madrid al no sumar puntos para el campeonato.

| Pos.            | Piloto                     | LOR | SMO | POZ | OUR | PDA | LLA | NUC | ADE | Ptos. |
| --------------- | -------------------------- | --- | --- | --- | --- | --- | --- | --- | --- | ----- |
| 1.              | Pepe López                 | 3   | 12  | 13  | Ret | 2   | 2   | 1   | 2   | 235   |
| 2.              | Efrén Llarena              | 1   | 31  | Ret | 12  | 31  | 4   | 2   | 1   | 224   |
| 3.              | Alejandro Cachón           | 4   | Ret | 31  | 3   | 1   | 1   | 4   | 3   | 209   |
| 4.              | Surhayen Pernía            | 6   | 4   | 4   | 43  | 4   | 5   | Ret | 4   | 170   |
| 5.              | Jorge Cagiao               |     | Ret | 6   | 6   | 6   | 8   | 6   |     | 103   |
| 6.              | Iván Ares                  | 2   | 23  | Ret | Ret | Ret | 3   | 223 | Ret | 94    |
| 7.              | Roberto Blach              | Ret | 5   | 10  | 7   | Ret | 10  | 8   |     | 89    |
| 8.              | José Antonio Suárez        | 93  | Ret | 2   | 21  | Ret | Ret | Ret |     | 83    |
| 9.              | Francisco A. López Pacheco | 11  |     |     | 10  |     | 11  | 5   | 5   | 83    |
| 10.             | Diego Ruiloba              | Ret | 6   | 9   | Ret | 8   | 6   | 16  |     | 82    |
| 11.             | Ferrán Aymerich Coma       | 13  | 12  | 16  | 13  |     | Ret |     |     | 31    |
| 12.             | Armiche Mendoza Silva      |     |     | Ret | Ret | 33  | 25  | 17  | 6   | 26    |
| 13.             | Santiago García Paz        | Ret | 10  | Ret | 11  |     | Ret | Ret |     | 24    |
| 14.             | Unai De La Dehesa          |     | 9   | 14  |     | 35  |     | 13  |     | 32    |
| 15.             | Sergio López Mayoral       |     | 15  | 18  |     | 21  |     | 10  |     | 27    |
| 16.             | Raúl Hernández             | Ret | 26  |     | 8   | Ret |     |     |     | 17    |
| 17.             | Alberto Bueno Rivas        |     | 23  | 12  |     | Ret | 27  |     |     | 11    |
| 18.             | Alejandro Mauro            | 15  | 18  | Ret |     |     | 20  |     |     | 10    |
| 19.             | Laura Bonillo              |     | 38  |     | 32  | 33  |     | 19  |     | 3     |
| 20.             | Francisco M. Puertas       | Ret | 33  | Ret |     | Ret |     |     |     | 0     |
| No clasificados |                            |     |     |     |     |     |     |     |     |       |
|                 | Óscar Palomo               | 10  |     |     | 5   |     | 7   |     |     | 55    |
|                 | Rodrigo Zeballos           | 7   | Ret | 5   |     |     |     |     |     | 42    |
|                 | Nicolás Cabanes            |     | 8   |     |     | 11  |     | 11  |     | 41    |
|                 | Juan Manuel Maña           |     | 11  |     |     | 9   |     | 14  |     | 34    |
|                 | Miguel García Gutiérrez    |     | Ret |     |     | 10  |     | 7   |     | 34    |
|                 | César Palacio              |     |     |     |     | 7   | 9   |     |     | 34    |
|                 | Carlos Rodríguez           |     | 7   |     |     | 20  |     | 12  |     | 33    |
|                 | Oriol Gómez                | 8   |     | 15  |     |     |     |     |     | 24    |
|                 | Roland Holke               |     |     |     |     |     | 14  | 9   |     | 24    |
|                 | Cristian García Martínez   | 5   | Ret |     |     |     |     |     |     | 23    |

### Campeonato de marcas
| Pos. | Marca   | Puntos |
| ---- | ------- | ------ |
| 1.   | Hyundai | 470    |
| 2.   | Peugeot | 254    |
| 3.   | Citroën | 227    |
| 4.   | Renault | 223    |
| 5.   | Škoda   | 140    |
| 6.   | Suzuki  | 127    |
| 7.   | Dacia   | 45     |
| 8.   | Toyota  | 17     |

### Campeonato de copilotos
| Pos. | Copiloto                  | Puntos |
| ---- | ------------------------- | ------ |
| 1.   | Borja Hernández Rozada    | 235    |
| 2.   | Sara Fernández Palazuelos | 224    |
| 3.   | Alba Sánchez González     | 170    |
| 4.   | Alejandro López Fernández | 144    |
| 5.   | Ángel Luis Vela           | 99     |
| 6.   | David Vázquez Liste       | 94     |
| 7.   | Mauro Barreiro Zas        | 87     |
| 8.   | Alberto Iglesis Pin       | 83     |
| 9.   | Borja Odriozola           | 83     |
| 10.  | Amelia María Blanco       | 82     |
| 11.  | Andrés Blanco Montes      | 80     |
| 13.  | María Esther Gutiérrez    | 53     |
| 13.  | Alain Peña Salvador       | 31     |
| 14.  | Eric Bellvert Serrat      | 30     |
| 15.  | Néstor Casal Vilar        | 24     |
| 16.  | Diego Sanjuan de Eusebio  | 10     |
| 17.  | Daniel Rivera de la Red   | 9      |
| 18.  | Antonio Pérez Orellana    | 0      |

### Trofeo de concursantes colectivos
| Pos. | Escudería                                  | Puntos |
| ---- | ------------------------------------------ | ------ |
| 1.   | Escudería La Coruña                        | 140    |
| 2.   | Volanfapa                                  | 130    |
| 3.   | Federación Andaluza de Automovilismo       | 115    |
| 4.   | Recalvi Team                               | 95     |
| 5.   | Escudería Cobreces                         | 90     |
| 6.   | RACC Motorsport                            | 66     |
| 7.   | Automóvil Club Mirandés                    | 59     |
| 8.   | Paradinas Motorsport                       | 52     |
| 9.   | Clásico de Competición El Cuchillo Canario | 49     |
| 10.  | Club Escudería Senra-Sport                 | 42     |

### Copa categoría 1

#### Pilotos
| Pos. | Piloto                  | Puntos |
| ---- | ----------------------- | ------ |
| 1.   | Pepe López              | 222    |
| 2.   | Efrén Llarena           | 214    |
| 3.   | Alejandro Cachón        | 203    |
| 4.   | Surhayen Pernía         | 169    |
| 5.   | Iván Ares               | 110    |
| 6.   | Francisco López Pacheco | 105    |
| 7.   | José Antonio Suárez     | 75     |

#### Copilotos
| Pos. | Copiloto                  | Puntos |
| ---- | ------------------------- | ------ |
| 1.   | Borja Hernández Rozada    | 222    |
| 2.   | Sara Fernández Palazuelos | 214    |
| 3.   | Alba Sánchez González     | 169    |
| 4.   | Alejandro López Fernández | 124    |
| 5.   | David Vázquez Liste       | 110    |
| 6.   | Borja Odriozola           | 105    |
| 7.   | Ángel Luis Vela           | 79     |
| 8.   | Alberto Iglesias Pin      | 75     |

### Copa categoría 2

#### Pilotos
| Pos. | Piloto               | Puntos |
| ---- | -------------------- | ------ |
| 1.   | Jorge Cagiao Sueiras | 162    |
| 2.   | Diego Ruiloba        | 144    |
| 3.   | Roberto Blach Núñez  | 140    |
| 4.   | Ferrán Aymerich      | 94     |
| 5.   | Laura Bonillo        | 76     |
| 6.   | Santiago García Paz  | 48     |
| 7.   | Raúl Hernández       | 44     |

#### Copilotos
| Pos. | Copiloto             | Puntos |
| ---- | -------------------- | ------ |
| 1.   | Andrés Blanco Montes | 142    |
| 2.   | Mauro Barreiro Zas   | 138    |
| 3.   | Amelia María Blanco  | 127    |
| 4.   | Eric Bellvert Serrat | 92     |
| 5.   | Néstor Casal Vilar   | 48     |

### Copa categoría 3

#### Pilotos
| Pos. | Piloto                   | Puntos |
| ---- | ------------------------ | ------ |
| 1.   | Sergio López Mayoral     | 89     |
| 2.   | Unai de la Dehesa        | 80     |
| 3.   | Armiche Mendoza          | 63     |
| 4.   | Alberto Bueno Rivas      | 49     |
| 5.   | Francisco Manuel Puertas | 1      |

#### Copilotos
| Pos. | Copiloto                | Puntos |
| ---- | ----------------------- | ------ |
| 1.   | Alain Peña Salvador     | 80     |
| 2.   | Daniel Rivera de la Red | 49     |
| 3.   | Antonio Pérez Orellana  | 1      |

### Trofeo vehículos 2RM hasta 2000 cc

#### Pilotos
| Pos. | Piloto               | Puntos |
| ---- | -------------------- | ------ |
| 1.   | Jorge Cagiao Sueiras | 162    |
| 2.   | Roberto Blach Núñez  | 137    |
| 3.   | Diego Ruiloba        | 130    |
| 4.   | Ferrán Aymerich      | 78     |
| 5.   | Unai de la Dehesa    | 57     |
| 6.   | Sergio López Mayoral | 54     |
| 7.   | Armiche Mendoza      | 48     |
| 8.   | Alejandro Mauro      | 43     |
| 9.   | Santiago García Paz  | 42     |
| 10.  | Alberto Bueno        | 27     |

#### Copilotos
| Pos. | Copiloto                | Puntos |
| ---- | ----------------------- | ------ |
| 1.   | Mauro Barreiro Zas      | 135    |
| 2.   | Andrés Blanco Montes    | 128    |
| 3.   | Amelia María Blanco     | 127    |
| 4.   | María Esther Gutiérrez  | 100    |
| 5.   | Eric Bellvert           | 76     |
| 6.   | Alain Peña              | 55     |
| 7.   | Diego Sanjuan           | 43     |
| 8.   | Néstor Casal Vilar      | 42     |
| 9.   | Daniel Rivera de la Red | 25     |
| 10.  | Antonio Pérez Orellana  | 0      |

### Copa Vehículos N3

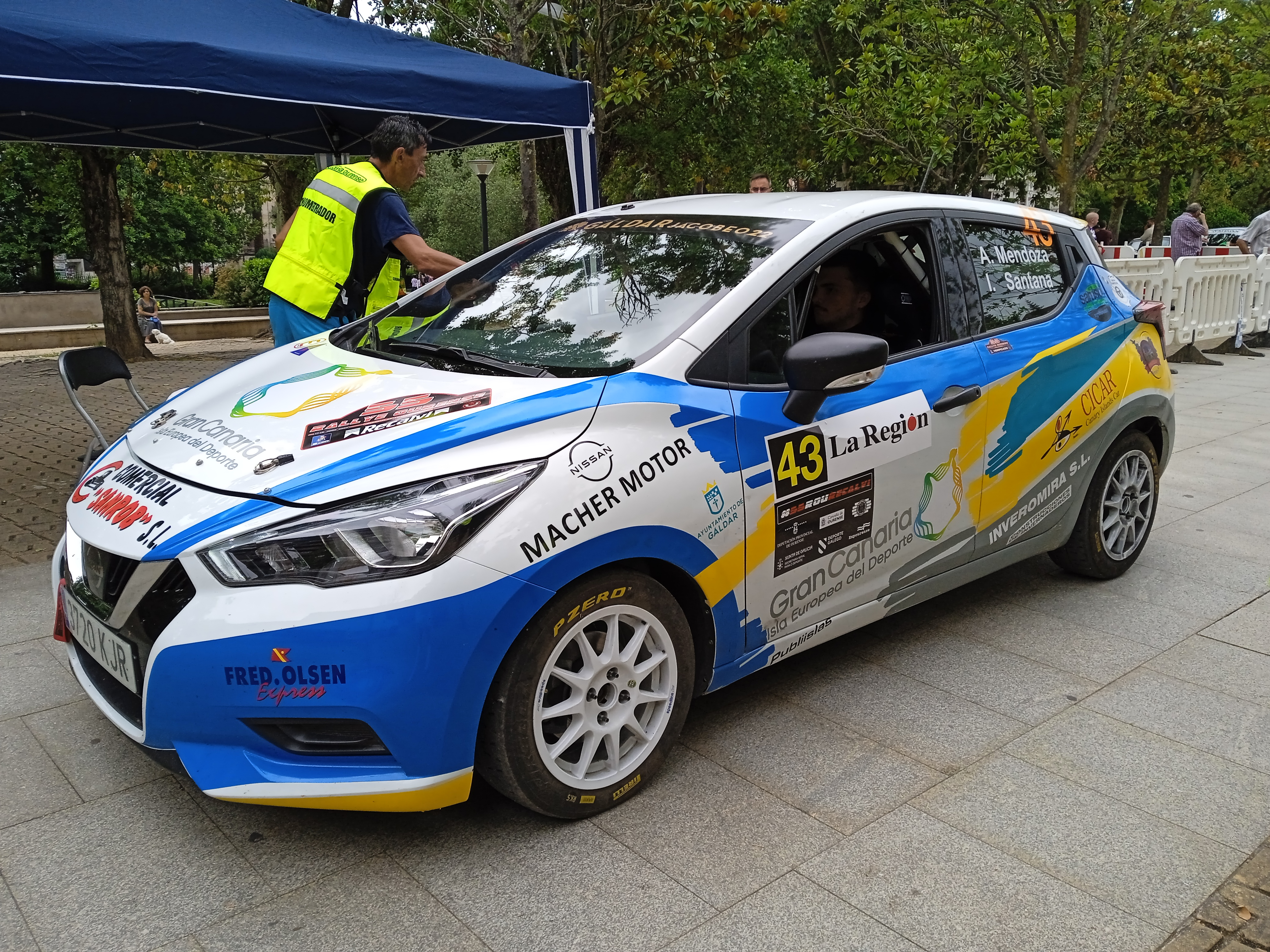
Armiche Mendoza fue el ganador de la categoría N3.

#### Pilotos
| Pos. | Piloto                   | Puntos |
| ---- | ------------------------ | ------ |
| 1.   | Armiche Mendoza Silva    | 100    |
| 2.   | Alberto Bueno Rivas      | 78     |
| 3.   | Francisco Manuel Puertas | 19     |

#### Copilotos
| Pos. | Copiloto                | Puntos |
| ---- | ----------------------- | ------ |
| 1.   | Daniel Rivera de la Red | 78     |
| 2.   | Antonio Pérez Orellana  | 19     |

### Trofeo para pilotos Júnior
| Pos. | Piloto                   | Puntos |
| ---- | ------------------------ | ------ |
| 1.   | Alejandro Cachón         | 245    |
| 2.   | Diego Ruiloba            | 148    |
| 3.   | Sergio López Mayoral     | 99     |
| 4.   | Unai De la Dehesa        | 97     |
| 5.   | Ferrán Aymerich          | 96     |
| 6.   | Armiche Mendoza          | 89     |
| 7.   | Alejandro Mauro          | 63     |
| 8.   | Santiago García Paz      | 52     |
| 9.   | Raúl Hernández           | 42     |
| 10.  | Francisco Manuel Puertas | 7      |

### Trofeo para copilotos Júnior
| Pos. | Copiloto                | Puntos |
| ---- | ----------------------- | ------ |
| 1.   | Andrés Blanco Montes    | 170    |
| 2.   | Ángel Luis Vela Rosendo | 135    |

### Trofeo Femenino para pilotos Laura Salvo
| Pos. | Piloto        | Puntos |
| ---- | ------------- | ------ |
| 1.   | Laura Bonillo | 140    |

### Trofeo Femenino para copilotos Laura Salvo
| Pos. | Copiloto                  | Puntos |
| ---- | ------------------------- | ------ |
| 1.   | Sara Fernández Palazuelos | 245    |
| 2.   | Alba Sánchez González     | 215    |
| 3.   | Amelia María Blanco       | 111    |

### Copa vehículos N5

#### Pilotos
| Pos. | Piloto             | Puntos |
| ---- | ------------------ | ------ |
| 1.   | Ningún clasificado |        |

#### Copilotos
| Pos. | Copiloto           | Puntos |
| ---- | ------------------ | ------ |
| 1.   | Ningún clasificado |        |

### Copa pilotos silver
| Pos. | Piloto             | Puntos |
| ---- | ------------------ | ------ |
| 1.   | Ningún clasificado |        |

### Copa copilotos silver
| Pos. | Copiloto           | Puntos |
| ---- | ------------------ | ------ |
| 1.   | Ningún clasificado |        |

### Beca RTS
| Pos. | Piloto               | Puntos |
| ---- | -------------------- | ------ |
| 1.   | Roberto Blach Núñez  | 112    |
| 2.   | Diego Ruiloba        | 103    |
| 3.   | Ferrán Aymerich      | 66     |
| 4.   | Santiago García Paz  | 34     |
| 5.   | Raúl Hernández       | 34     |
| 6.   | Delbin García Alonso | 33     |

### Copa rallyes de asfalto
| Pos. | Piloto                | Puntos |
| ---- | --------------------- | ------ |
| 1.   | Víctor Senra          | 175    |
| 2.   | Jorge Pérez Olivieira | 133    |
| 3.   | José Luis Peláez      | 128    |
| 4.   | Óscar Palacio         | 113    |
| 5.   | Álvaro Muñiz          | 78     |
| 6.   | Luis Vilariño         | 87     |
| 7.   | Francisco Dorado      | 67     |
| 8.   | José Fernando Rico    | 66     |
| 9.   | Sergio Vallejo        | 36     |
| 10.  | Pablo Pazó            | 34     |

### Copa rallyes de tierra
| Pos. | Piloto               | Puntos |
| ---- | -------------------- | ------ |
| 1.   | Juan Carlos Quintana | 122    |
| 2.   | Daniel Alonso        | 121    |
| 3.   | Rodrigo Zeballos     | 106    |
| 4.   | Alexander Villanueva | 101    |
| 5.   | Juan Pablo Castro    | 95     |
| 6.   | Marcos Canedo López  | 83     |
| 7.   | Oriol Gómez          | 66     |
| 8.   | Aritz Iriondo        | 49     |
| 9.   | Borja Antonio Pérez  | 30     |
| 10.  | Iván Arenas          | 29     |